# Монкалиери
Монкалиери (на италиански: Moncalieri, на пиемонтски: Moncalé, на латински: Mons Calerius или Mons Calerii) e град и община в Метрополен град Торино, регион Пиемонт, Северна Италия. Разположен е на 219 m надморска височина. Към 1 януари 2020 г. населението му е 57 465 жители, от които 5857 са чужди граждани.